# فریگیت کلاس هبه
فریگیت کلاس هبه (به انگلیسی: Hébé-class frigate) یک کلاس از کشتی است که طول آن ۴۶٫۳ متر (۱۵۲ فوت) می‌باشد.